# コールド・ハート
コールド・ハート（原題:Cold Around the Heart、別題:Cold Heart）は1997年のジョン・リドリー監督によるサスペンス・犯罪映画。

## あらすじ
ダイヤモンドを盗み出し逃亡していたカップル、ジュードとネッド。車で逃げていた2人だったがネッドが転落。ジュードは彼を助けることはせず、そのまま走り去っていく。警察に一時は捕まったネッドだったが、隙を見て脱獄。ジュードへの復讐を企てる。ネッドが車を走らせていると、ヒッチハイク中の女性ベックと出会う。彼女は、父親からの性的虐待から逃げてきたのだという。ネッドは彼女と共にジュードの行方を追う。一方、ジュードはネッドの復讐を恐れバーで出会ったハスラーTを護衛につけていた。

## キャスト
- ネッド:デヴィッド・カルーソ（堀内賢雄）
- ジュード:ケリー・リンチ（勝生真沙子）
- T:クリス・ノース（牛山茂）
- ベック:ステイシー・ダッシュ（小林さやか）
- マイク:ジョン・スペンサー（大山高雄）
- コークボトルズ:プルイット・テイラー・ヴィンス（小山武宏）
- 日本語吹替その他声の出演:荒川太郎、大川透、乃村健次、浅野まゆみ

## 日本語版制作スタッフ
- 翻訳:伊原奈津子
- 調整:熊倉享
- 効果:サウンド・ボックス
- 録音:オムニバス・ジャパン
- 演出:清水洋史

## 日本での公開
本作は劇場公開はされず、エイチ アール エス フナイ株式会社から字幕版と吹替版のVHSが発売され、後にLDも発売された。

## バージョン
オープニングに登場するタイトルロゴが『Cold Around the Heart』のものと『Cold Heart』のもので二種類存在する（本編に違いはない）。日本で発売されたVHSは後者のバージョンである。